# جون ستولمير
جون ستولمير (بالإنجليزية: John Stollmeyer)‏ (25 أكتوبر 1962 في الولايات المتحدة - ) هو مدرب كرة قدم ولاعب كرة قدم أمريكي في مركز الوسط، شارك في كأس العالم 1990 والألعاب الأولمبية الصيفية 1988. وشارك مع منتخب الولايات المتحدة لكرة القدم. أما مع النوادي، فقد لعب مع Washington Stars ‏ وأريزونا كندورز ‏ وكليفلاند فورس ‏.

## وصلات خارجية
- جون ستولمير على موقع الاتحاد الدولي (مؤرشف)  (الإنجليزية)
- جون ستولمير على موقع قاعدة بيانات كرة القدم.إي يو (الإنجليزية)
- جون ستولمير على موقع ناشيونال فوتبول تيمز (الإنجليزية)
- جون ستولمير على موقع عالم كرة القدم.نت (الإنجليزية)
- جون ستولمير على موقع أوليمبيديا (الإنجليزية)